# Betta burdigala
Betta Burdigala és una espècie de peix de la família dels Osfronèmids. Aquest peix d'aigua dolça està inclòs des de 2019 en la Llista Vermella de la UICN en la categoria de espècie en perill crític d'extinció. És originari de l'illa de Sumatra a Indonèsia.